# Crematogaster scutellaris
Crematogaster scutellaris (лат.) — вид древесных муравьёв рода Crematogaster из подсемейства Myrmicinae (Formicidae).
Свой яд используют против муравьёв других видов (отпугивая их распылением яда из загнутого кверху брюшка), но не против своего вида и не для добычи пищи.

## Распространение
Европа и Северная Африка, главным образом страны Средиземноморья: Австрия, Андорра, Болгария, Венгрия, Греция, Грузия, Израиль, Испания, Италия, Македония, Мальта, Португалия, Румыния, Словения, Тунис, Турция, Франция, Хорватия, Швейцария. Завезён с древесиной в теплицы Великобритании, Германии, Голландии.

## Описание
Мелкие муравьи (рабочие имеют длину 3—5 мм, самки — до 9,5), двуцветные: брюшко и грудка буровато-чёрные, а голова красно-коричневая. Первый членик стебелька (петиоль) трапециевидный (вид сверху). Задняя часть груди (проподеум) с шипами. Усики рабочих и самок 11-члениковые (12 у самцов). Скапус усиков самцов очень короткий (равен двум следующим сегментам). Стебелёк между грудкой и брюшком состоит из двух члеников: петиолюса и постпетиолюса (последний чётко отделен от брюшка), жало развито, но слабое; куколки голые (без кокона). Постпетиоль прикрепляется к спинной поверхности первого сегмента брюшка. Характерна возможность откидывать брюшко на спину при распылении кислоты.
Муравьи используют свой яд, распыляя его против муравьёв других видов (которых отпугивает распыление яда из загнутого кверху брюшка), но не против своего вида. Также не отмечено использование яда при захвате добычи.

### Экология
Дендробионтный вид. Муравейники устраивают в разнообразных местах, главным образом, в полостях древесины, под корой, а также под камнями и в полостях каменных стен. Могут устраивать картонные гнёзда, стенки которых сложены из пережёванной древесной массы.
Пищевой рацион Crematogaster scutellaris складывается из растительных соков, выделяемых равнокрылыми сосущими насекомыми (Homoptera), такими как тли и червецы, а также из живых или мертвых членистоногих.
Муравьиные матки откладывают яйца в течение лета. Молодые личинки появляются осенью (в основном в сентябре) и зимуют на второй стадии развития. Весной следующего года личинки переходят в третью возрастную стадию, которые окукливаются в течение лета. К середине или концу лета из куколок выходят рабочие и половые крылатые особи. Основание новых семей независимое: молодые матки самостоятельно без помощи рабочих основывают новые колонии. В естественных условиях колонии живут несколько десятков лет.

## Значение
В местах обитания сокращают численность соснового походного шелкопряда (Thaumetopoea pityocampa), вредителя сосновых лесов. Исследования в лесном массиве сосны алеппской (Pinus halepensis), расположенном в провинции Валенсия (Испания) показало, что муравьи повреждают в среднем 27,5 % яиц, откладываемых этими бабочками.
Могут служить кандидатами в качестве биоиндикаторов загрязнения почвы тяжёлыми металлами. Исследование концентрации некоторых металлов (Cu, Cd, Ni, Mn, Pb, Zn) в тканях Crematogaster scutellaris, проведённое в Италии, показало различную степень усвоения их муравьями. Цинк и кадмий накапливается в муравьях соответственно их содержанию в почве (содержимое тела коррелирует с концентрацией элементов в почве). Доля меди в теле муравьёв не зависела от концентрации её в почве, в то время как концентрации никеля, марганца и свинца были более низкие у муравьев, чем в почве. Большинство металлов были сосредоточены в средней кишке, мальпигиевых канальцах и жировых отложениях в организме, поддерживая роль этих органов в качестве первичных мест хранения металла.

## Систематика
Вид был впервые описан по материалам из Франции в 1792 году французским энтомологом Гийомом Антуаном Оливье (Olivier, A. G.) под первоначальным названием Formica scutellaris Olivier, 1792; долгое время смешивался с видом Crematogaster schmidti (все указания из СССР относятся к Cr. schmidti).
Crematogaster scutellaris включён в состав номинативного подрода Crematogaster s.str.(=Acrocoelia) и указан в качестве типового вида рода Crematogaster.
- Крылатая самка
- Рабочий
- Вид сбоку
- Голова
- Вид сверху
- Матка
- Рабочий спереди